# Курица Мэриленд
Курица Мэриленд (цыплёнок Мэриленд, англ. Chicken Maryland), также курица/цыплёнок по-мэрилендски — блюдо из жареной курицы, получившее название от американского штата Мэриленд. В изначальном варианте блюдо состоит из кусочков жареного цыплёнка, который подаётся со сливочным соусом, а также с кукурузой: зёрнами кукурузы, кукурузным хлебом или лепёшкой.
Блюдо традиционно дополняется бананами, которые исторически были одним из основных импортных товаров Балтимора.
Название может применяться к другим похожим блюдам из курицы в различных странах.

## История и приготовление
У многих семей Мэриленда есть свои семейные рецепты этого блюда, и оно остаётся региональным фирменным блюдом в ресторанах Восточного побережья. Указывается, что основным фактором, отличающим жареную курицу в Мэриленде от жареной курицы из южных штатов, является то, что вместо того, чтобы готовить курицу в большом количестве масла или жира, курица обжаривается на сковороде (традиционно чугунной) с небольшим количеством масла, и плотно накрывается после первоначального приготовления, чтобы цыплёнок пропарился после обжарки. Молоко или сливки затем добавляют к мясному соку из кастрюли, чтобы получился белый сливочный соус, это ещё одна особенность цыплёнка Мэриленд.
В соответствии со многими современными рецептами, сковорода с кусочками курицы и другими типичными ингредиентами, для приготовления помещается в духовку.
Джейми Оливер предлагает приготовить это блюдо, используя куриные грудки, начинённые бананом, завёрнутые в бекон и запечённые со свежими кукурузными зёрнами, фасолью каннеллини, белым вином, сливками и сливочным маслом.
У Эскофье присутствует рецепт обжаренного цыплёнка по-мэрилендски в его знаменитой поваренной книге Ma Cuisine. Разделанного цыплёнка (голени, бёдра, крылья) обваливают в кляре из яиц, муки, специй и хлебных крошек, и обжаривают в топлёном масле. Подают с фриттерами из сладкой кукурузы, картофельными крокетами, беконом и бананом, а также соусом бешамель или томатным.

## По странам

### Австралия
В Австралии термин «курица Мэриленд» относится к разделке целой куриной ноги, состоящей из бедра и голени.

### Великобритания
В некоторых китайских ресторанах в Соединённом Королевстве (особенно в Шотландии) блюдо Chicken Maryland можно найти в разделе меню «Европейский» или «Британский». Оно состоит из обжаренной во фритюре куриной грудки в панировке, подаётся с ломтиком бекона, банановыми или ананасовыми фриттерами (или и тем, и другим) и жареной картошкой.

### Южная Америка
В Аргентине и в некоторых соседних странах Южной Америки Suprema de Pollo Maryland представляет собой отбитую тонкую куриную грудку, панированную и обжаренную, которую подают с кукурузой в сливках, горохом, беконом (панчетта), картофелем фри и жареным бананом.

## Дополнительно
- Курица Мэриленд была модным и фешенебельным блюдом в начале XX века, популярным на Ривьере, оно упоминается в романе «Ночь нежна» американского писателя Фрэнсиса Скотта Фицджеральда[14].
- Курицу а-ля Мэриленд подавали пассажирам «Титаника»[15].